# Cueva de Natal
La Cueva de Natal (en portugués: Gruta do Natal) se localiza en la freguesia de los Altares, municipio de Angra do Heroísmo, en la isla Terceira, parte del archipiélago de Azores, en Portugal.
Es una formación geológica bastante extensa, resultante de la creación de un tubo de lava en el interior de la isla, integrado en la Reserva Forestal Natural de la Serra de Santa Bárbara e Mistérios Negros. Posee ramificaciones en forma de diferentes túneles, formados por las salidas de lavas en diferentes direcciones. Una de sus curiosidades es el hecho de que se localiza en gran parte por debajo de una laguna, la Lagoa do Negro (Laguna del negro).

## Galería de imágenes

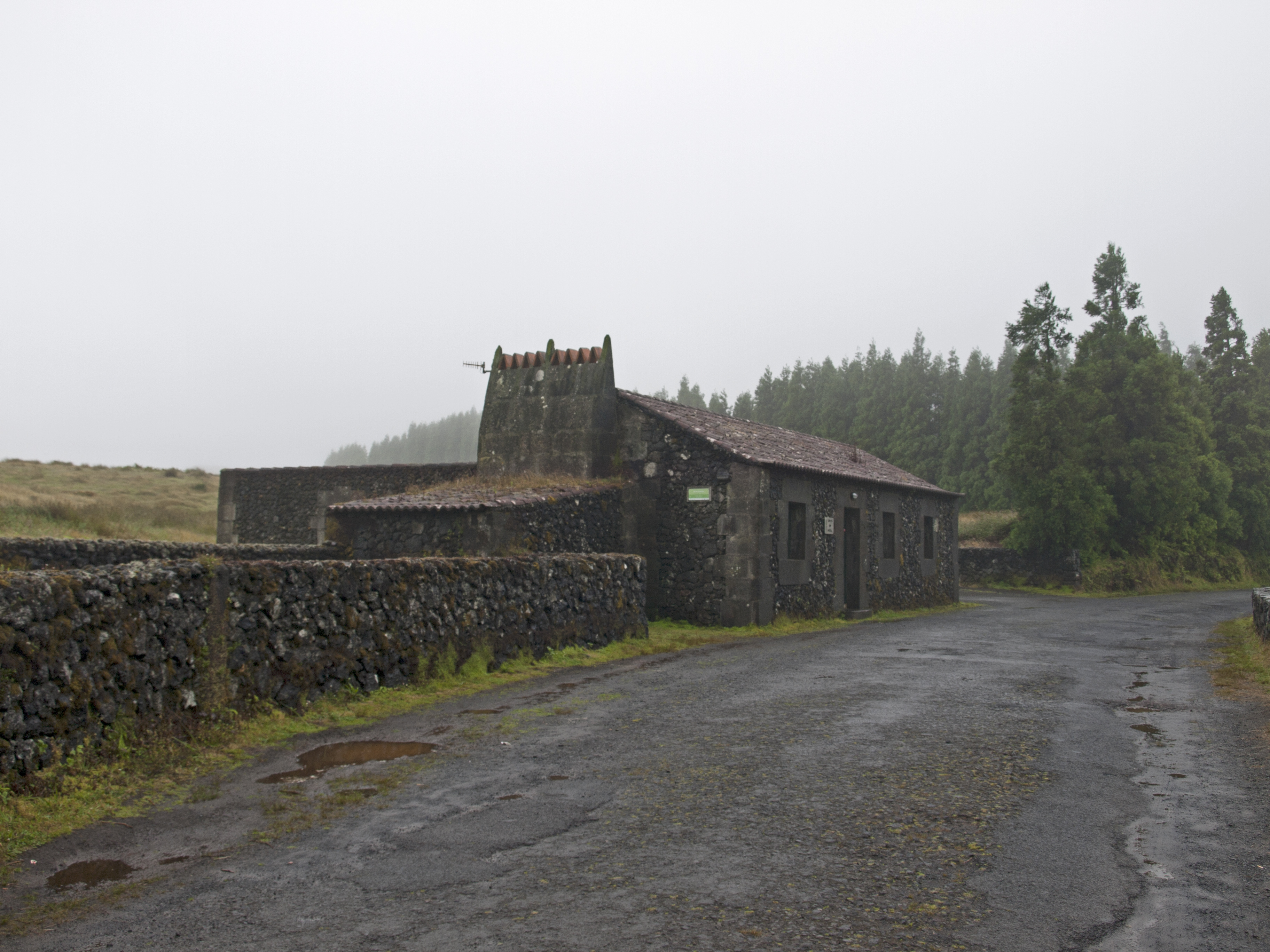
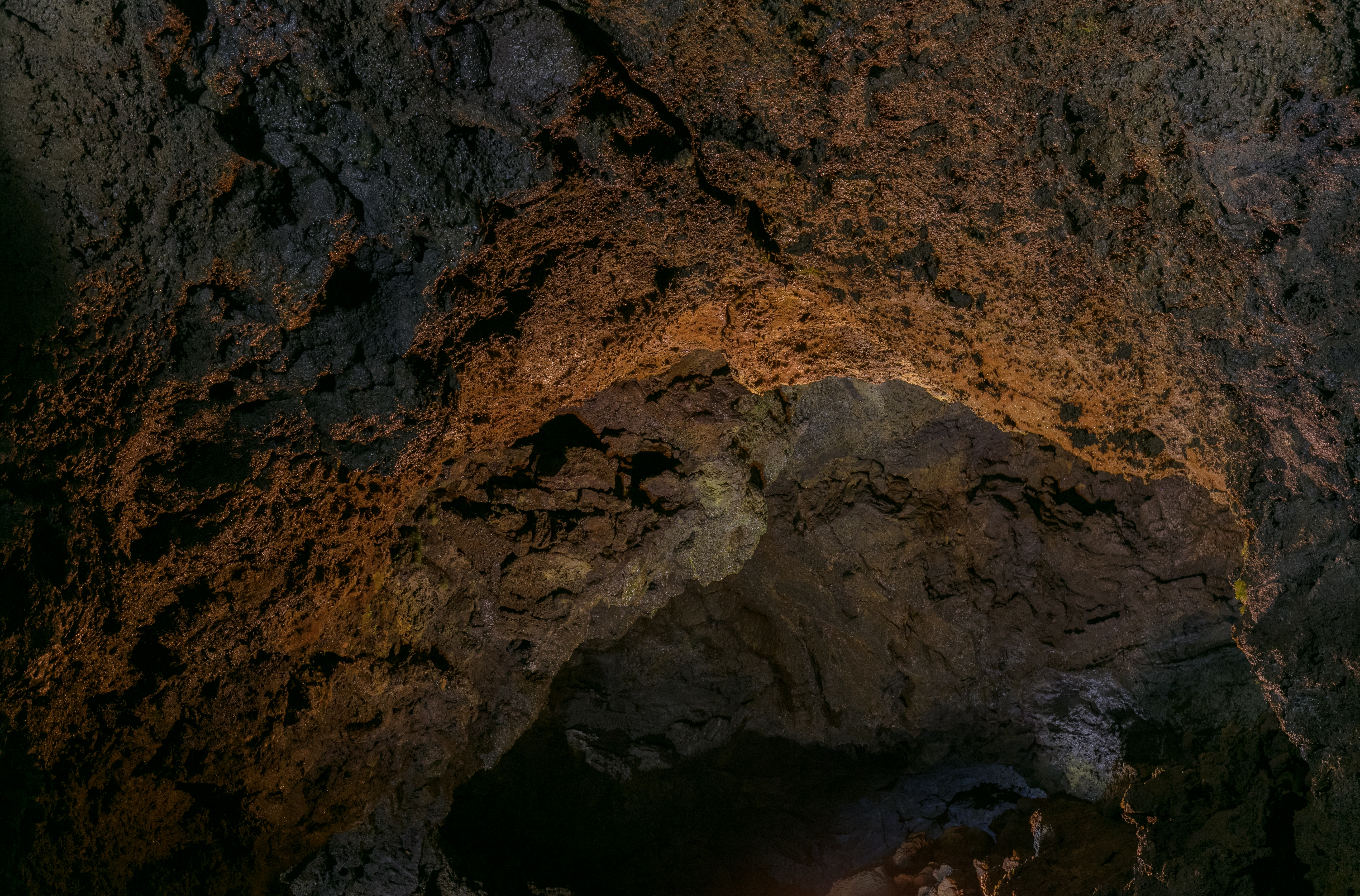
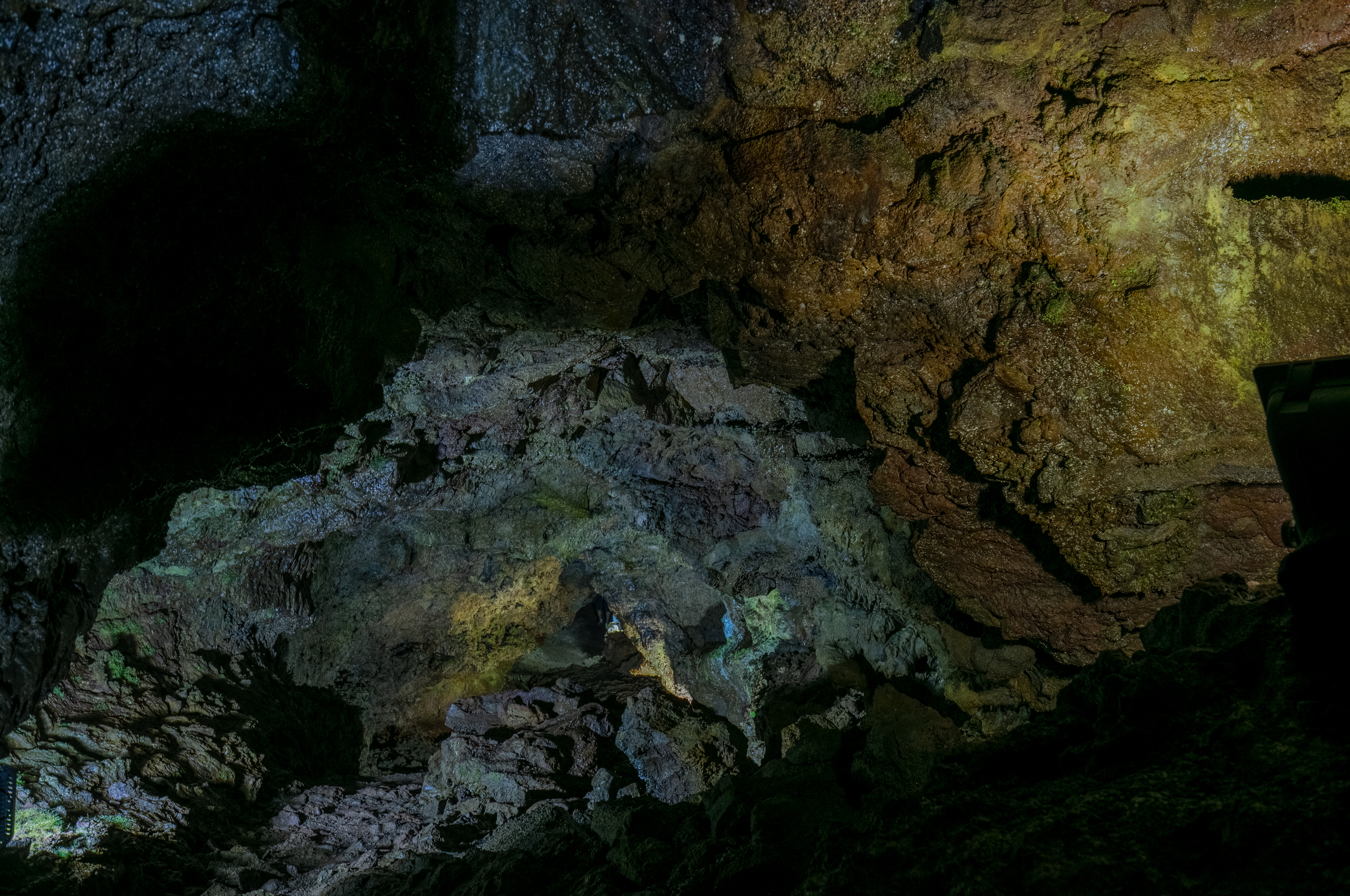
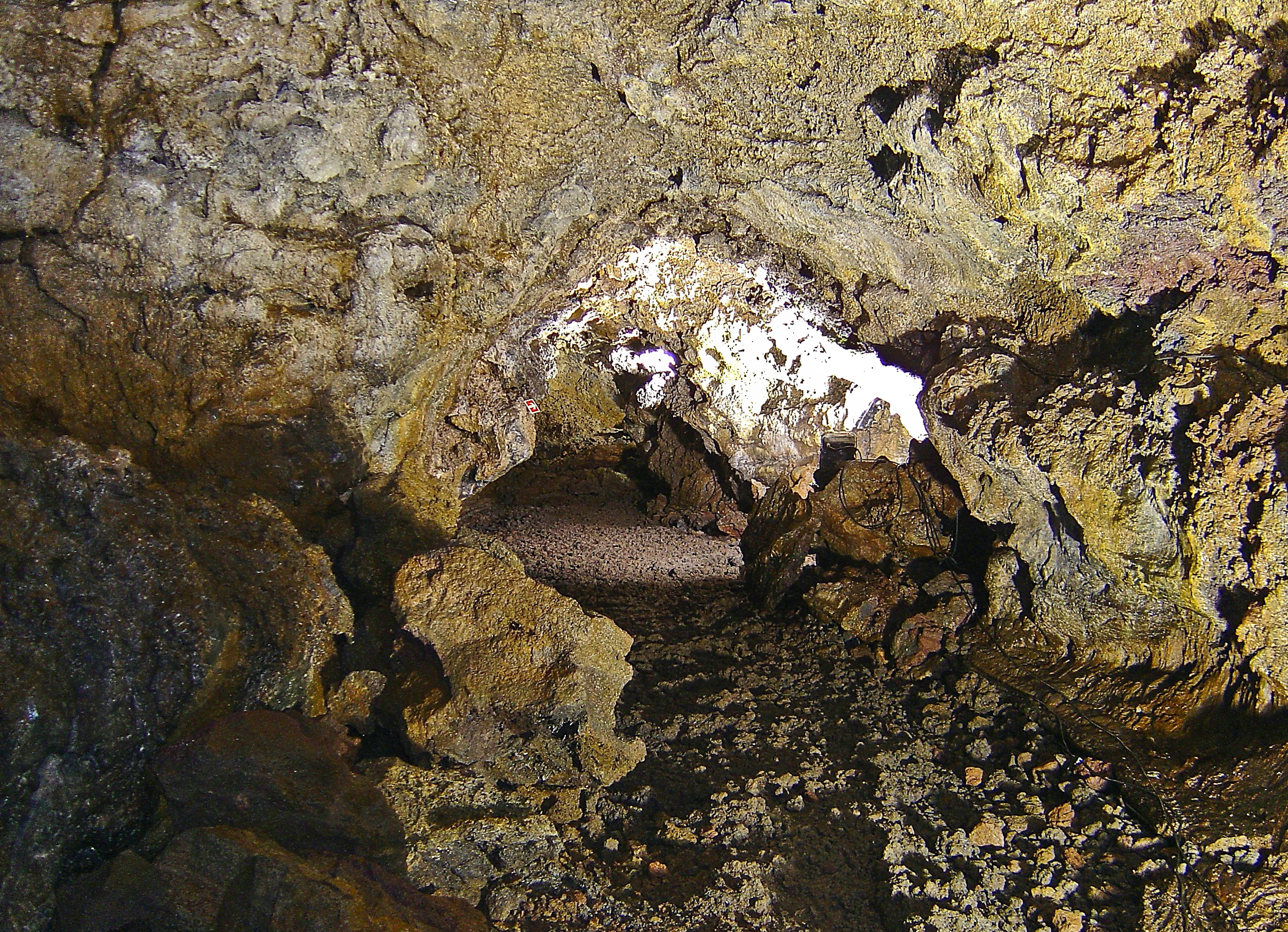
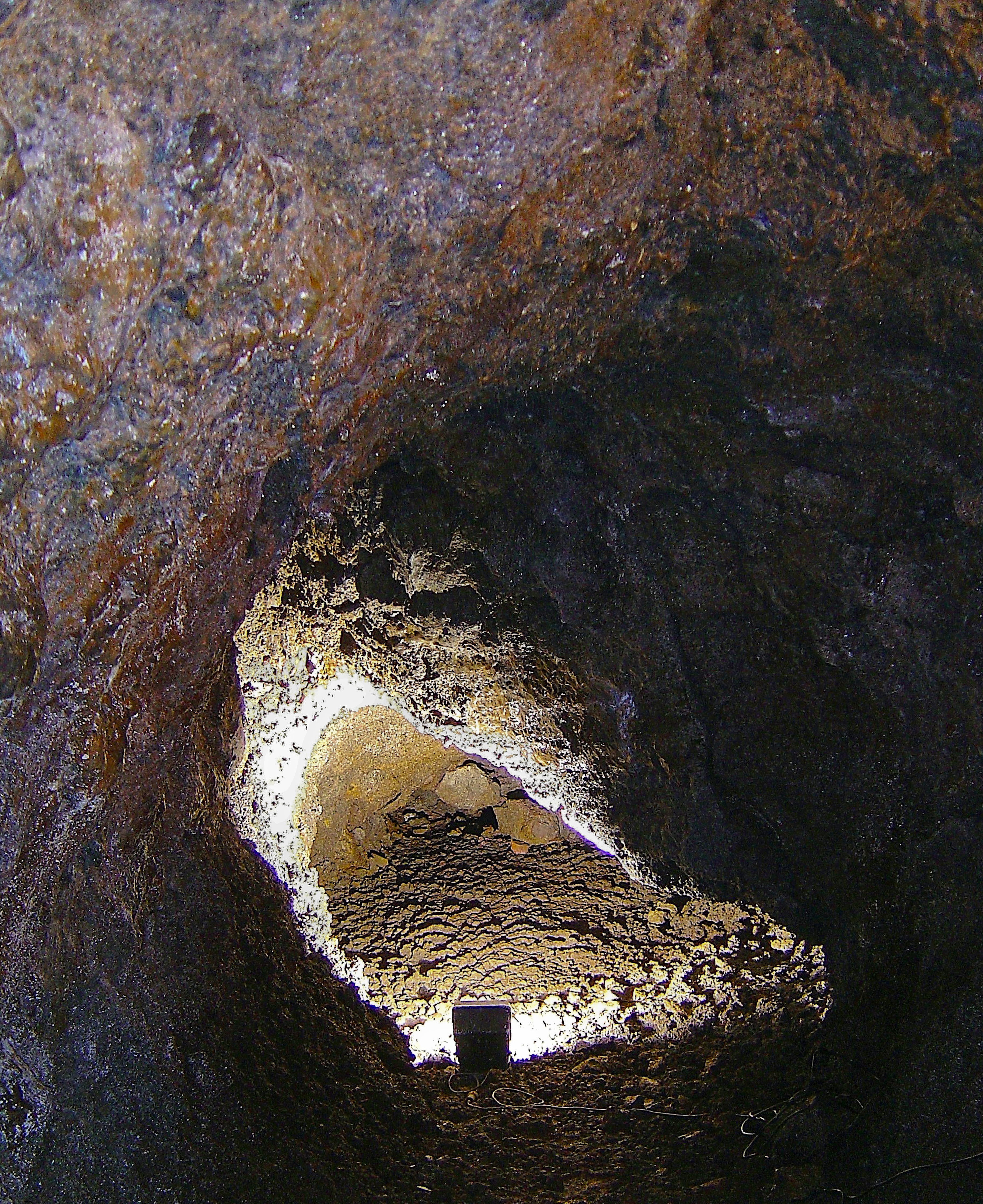